# Lista de membros da Royal Society eleitos em 1938
Lista de Membros da Royal Society eleitos em 1938.

## Royal Fellow
- Henrique, Duque de Gloucester

## Fellows
- Guy Dunstan Bengough
- Charles Herbert Best
- William Brown
- Sir James Wilfred Cook
- Thomas Eckersley
- George Finch
- William Ewart Gye
- Sir William Vallance Douglas Hodge
- Julian Huxley
- John Jackson
- Sir Robert Mond
- James Ernest Richey
- Sir Frederick Stratten Russell
- Sir Basil Schonland
- Frank Sturdy Sinnatt
- Kenneth Manley Smith
- Edgar Stedman
- Cecil Edgar Tilley
- William Ernest Stephen Turner
- Herbert Henry Woollard

## Foreign Members
- John Jacob Abel
- Niels Erik Nørlund

## Estatuto 12
- Neville Chamberlain